# Пикарди, Джастин
Джастин Пикарди (англ. Justine Picardie; род. 20 июня 1961) — британская писательница и биограф. Бывший главным редактором Harper’s Bazaar UK и Town & Country UK. Её биография Коко Шанель в 2010 году была номинирована на Национальную книжную премию Galaxy National Book Awards.

## Биография
Пикарди была главным редактором Vogue, работала в журналах в Sunday, Telegraph, Harpers Bazaar и занимала должность редактора журнала Observer Magazine.
Пикарди работала над запуском Marie Claire с главным редактором Harper's Bazaar в США Глендой Бейли, а также в качестве консультанта при запуске принадлежащего Херсту журнала о стиле жизни Red.
Замужем, мать двоих сыновей. Её старший сын — Джейми МакКолл, гитарист Bombay Bicycle Club. Семья живет в Лондоне.
Жюстин Пикарди покинула  пост главного редактора британских Harper’s Bazaar и Town & Country в 2019 году.

## Произведения
- (2002) Если дух движет вами: Жизнь и любовь после смерти. Нью-Йорк: Риверхед Букс. ISBN 9781573222112
- (2004) Правда или вызов: Книга общих секретов. Лондон, Великобритания: Пикадор. ISBN 9780330432016
- (2004) Хотелось бы. Лондон, Великобритания: Пикадор. ISBN 9780330412216
- (2006) Свадебное платье моей матери: Жизнь и загробная жизнь одежды. Нью-Йорк: Издательство Блумсбери. ISBN 9781596911499
- (2008) Дафна: Роман. Лондон, Великобритания: Блумсбери. ISBN 9781596913417
- (2010) Коко Шанель: легенда и жизнь. Нью-Йорк: HarperCollins. ISBN 9780061963858
- (2021) Мисс Диор: история мужества и моды. Нью-Йорк: Фаррар, Штраус и Жиру. ISBN 978-0374210359